# Коптєв Олександр Вікторович
Олександр Вікторович Коптєв (рос. Александр Викторович Коптев; нар. 1955, Навля, Брянська область) — російський вчений-історик, спеціаліст з історії Стародавнього Риму. Доктор історичних наук. Зараз вільний дослідник, живе в Гельсінкі.

## Життєпис
- 1973—1978 — навчався на історичному факультеті Московського державного університету, спеціалізувався по кафедрі історії стародавнього світу.
- 1978—1998 — викладач давньої історії Вологодського державного педагогічного інституту.
- 1983—1986 — аспірант Московського державного педагогічного інституту по кафедрі історії стародавнього світу і середніх віків; кандидат історичних наук (МДПІ). Дисертація — «Рабство та інші форми залежності в сільському господарстві Західної Римської імперії IV—V ст. (за даними імператорського законодавства)».
- 1997 — доктор історичних наук (МДУ). Дисертація «Формування кріпосного права в пізній Римській імперії — ранній Візантії IV—VI ст.»

З 1998 вільний дослідник в Гельсінкі.
Публікувався в «Віснику стародавньої історії», «Великій російській енциклопедії».

## Наукові проєкти
- 1982—1996 — дослідження долі римського громадянського суспільства і права в пізній античності.
- 1998—2010 — Веббібліотека джерел римського права — The Roman Law Library (https://droitromain.univ-grenoble-alpes.fr/)
- 2006—2009 — From Romanitas to Christianitas — Transformation of Identities between Antiquity and Middle Ages
- 2009—2010 — Індоєвропейська спадщина в Повісті временних літ
- з 2011 — від міфології до історії: походження історичної традиції про ранній Рим.